# 高橋善五郎
高橋 善五郎（たかはし ぜんごろう、1866年11月6日（慶応2年10月11日） - 1927年（昭和2年）12月29日）は、日本の政治家。衆議院議員（1期）。

## 経歴
山形県出身。山形県会議員、同参事会員、所得税調査委員、大石田銀行、尾花沢商業銀行、北郡製糸各(株)取締役となる。
1920年の第14回衆議院議員総選挙において山形6区から立憲政友会公認で立候補して当選する。衆議院議員を1期務め、1924年の第15回衆議院議員総選挙には立候補しなかった。1927年に死去した。